# حبیب لوی
حبیب لِوی (۱۸۹۶ – ۱۹۸۴) تاریخ‌نگار یهودی اهل ایران بود که به سبب نگارش کتاب ۳ جلدی تاریخ جامع یهودیان ایران شناخته می‌شود. وی در سال ۱۸۹۶ در تهران متولد شد و در سال ۱۹۸۴ در سن ۸۸ سالگی در لس آنجلس، کالیفرنیا درگذشت.

## زندگی
حبیب لوی در یک خانوادهٔ طبقهٔ متوسط یهودی در تهران به دنیا آمد. وی تحصیلات خود را از جوانی در پاریس آغاز کرد و تحت تأثیر جنبش‌های اجتماعی و فرهنگی اروپا در اوایل قرن بیستم قرار گرفت. لوی پس از بازگشت به ایران، به عضویت و سمت‌های مختلف رهبری در چند سازمان محلی یهودیان درآمد. در سال ۱۹۲۰، وی به عنوان عضو هیئت مدیره بخش مرکزی جنبش صهیونیسم ایران به عنوان بازرس کل انتخاب شد. در سال ۱۹۲۶، وی به سمت معاون رئیس منصوب شد. در طی جنگ جهانی دوم، لوی نقش مهمی در انتقال هزاران کودک یهودی از لهستان به اسرائیل داشت.

## پژوهش‌ها
در طول چهل سال، لوی تحقیقات گسترده‌ای در تاریخ یهودیان ایرانی انجام داد. پیش از این، تحقیقات مفصلی در این حوزه انجام نشده بود. وی به بسیاری از کشورها سفر کرد و منابع مختلفی را جستجو کرد تا اسناد عینی لازم برای تألیف کتاب خود را که برای اولین بار در سال ۱۹۶۰ به‌زبان فارسی منتشر شد، به‌دست‌آورد. لوی در سن ۸۸ سالگی در لس آنجلس درگذشت و طبق وصیتش، در اسرائیل به خاک سپرده شد.
در سال ۱۹۹۸، دانشگاه کالیفرنیا، لس آنجلس بورس تحصیلی «استاد برجستهٔ ممتاز حبیب لووی در مطالعات یهودی-ایرانی» را ایجاد کرد. مرکز مطالعات ایران در دانشگاه تل آویو نیز «برنامهٔ دکتر حبیب لوی» را به افتخار وی برای پیشرفت مطالعات دانشگاهی یهودیان ایرانی اختصاص داده‌است.
در سال ۱۹۹۹، کتاب اصلی سه جلدی که توسط لوی به فارسی نوشته شده توسط هوشنگ ابرامی خلاصه شده، و توسط جورج ماسکه به انگلیسی ترجمه شد و توسط انتشارات مزدا در کوستا مسا، کالیفرنیا در یک جلد منتشر شد. گزیدهٔ اندیشه‌ها و باورهای وی در کتابی به نام "اندیشه‌ها و دیدگاه‌هاً به کوشش دکتر ناهید پیرنظر" در سال ۱۳۹۸ خورشیدی (۲۰۱۸) در لوس آنجلس به زیر چاپ رفت. برگردان انگلیسی آن با ترجمهٔ فرشید دلشاد در دست انتشار است.